# Liste der Biografien/Neug
Liste der Biografien |
Portal Biografien |
Personensuche
# |
A |
B |
C |
D |
E |
F |
G |
H |
I |
J |
K |
L |
M |
N |
O |
P |
Q |
R |
S |
T |
U |
V |
W |
X |
Y |
Z |
?
 
Na |
Nb |
Nc |
Nd |
Ne |
Nf |
Ng |
Nh |
Ni |
Nj |
Nk |
Nl |
Nm |
Nn |
No |
Nr |
Ns |
Nt |
Nu |
Nv |
Nw |
Nx |
Ny |
Nz
 
Nea |
Neb |
Nec |
Ned |
Nee |
Nef |
Neg |
Neh |
Nei |
Nej |
Nek |
Nel |
Nem |
Nen |
Neo |
Nep |
Ner |
Nes |
Net |
Neu |
Nev |
New |
Nex |
Ney |
Nez
 
Neub |
Neuc |
Neud |
Neue |
Neuf |
Neug |
Neuh |
Neui |
Neuj |
Neuk |
Neul |
Neum |
Neun |
Neup |
Neur |
Neus |
Neut |
Neuv |
Neuw |
Neuy |
Neuz
Die Liste der Biografien führt alle Personen auf, die in der deutschsprachigen Wikipedia einen Artikel haben. Dieses ist eine Teilliste mit 83 Einträgen von Personen, deren Namen mit den Buchstaben „Neug“ beginnt.

## Neug

### Neuga
- Neugart, Horst (1940–2017), deutscher Pädagoge und Theologe
- Neugart, Michael (* 1970), deutscher Ökonom und Hochschullehrer
- Neugart, Trudpert (1742–1825), deutscher Philosoph, Theologe und Orientalist, Hofkaplan des Fürstabts Martin Gerbert und Stiftsarchivar
- Neugarten, Michel (* 1955), belgischer Autorennfahrer
- Neugass, Fritz (1899–1979), deutscher Kunstkritiker und Fotograf

### Neuge
- Neugebauer, Alfred (1888–1957), österreichischer Theater-, Filmschauspieler und Schauspiellehrer
- Neugebauer, Alfred (1914–2006), deutscher Denkmalpfleger und Feuerwehrmann
- Neugebauer, Anita (1916–2012), deutsche Fotografin, Galeristin und Sammlerin
- Neugebauer, Bernhard (1932–2015), deutscher Diplomat und Politiker (SED), stellvertretender Außenminister der DDR
- Neugebauer, Edmund (* 1949), deutscher Mediziner und Hochschullehrer, Professor für Chirurgische Forschung
- Neugebauer, Emil (1890–1939), Landrat des Ennepe-Ruhr-Kreises
- Neugebauer, Franciszek Ludwik (1856–1914), polnischer Gynäkologe
- Neugebauer, Franz Ludwig von (1731–1808), kaiserlicher Feldmarschallleutnant, Kommandierender General in Inner-Österreich sowie Inhaber des Infanterie-Regiments No. 46
- Neugebauer, Franz Willy (1904–1975), deutscher Trompetenvirtuose, Komponist und Dirigent
- Neugebauer, Friedrich (1911–2005), österreichischer Kalligraf, Typograf, Grafiker, Verleger, Grafikdesigner, Buchgestalter und Hochschullehrer
- Neugebauer, Fritz (* 1944), österreichischer Gewerkschafter und Politiker (ÖVP), Abgeordneter zum Nationalrat
- Neugebauer, Georg (1901–1984), deutscher Politiker (NSDAP), MdR
- Neugebauer, Gernot (* 1940), deutscher Physiker und Hochschullehrer
- Neugebauer, Gero (* 1941), deutscher Politikwissenschaftler
- Neugebauer, Gerry (1932–2014), US-amerikanischer Astronom
- Neugebauer, Günter (* 1948), deutscher Politiker (SPD), MdL
- Neugebauer, Hans (1916–1994), deutscher Opernregisseur, Bühnenbildner und Sänger der Stimmlage Bass
- Neugebauer, Hartmut (1942–2017), deutscher Schauspieler, Synchronsprecher und Dialogregisseur
- Neugebauer, Heike (* 1961), deutsche Leichtathletin
- Neugebauer, Heinrich, österreichischer Jurist und Politiker
- Neugebauer, Hermann (1924–2012), österreichischer Großhändler und Politiker, Landtagsabgeordneter der Steiermark
- Neugebauer, Horst (* 1939), deutscher GeophysikerHorst Neugebauer (* 1939)

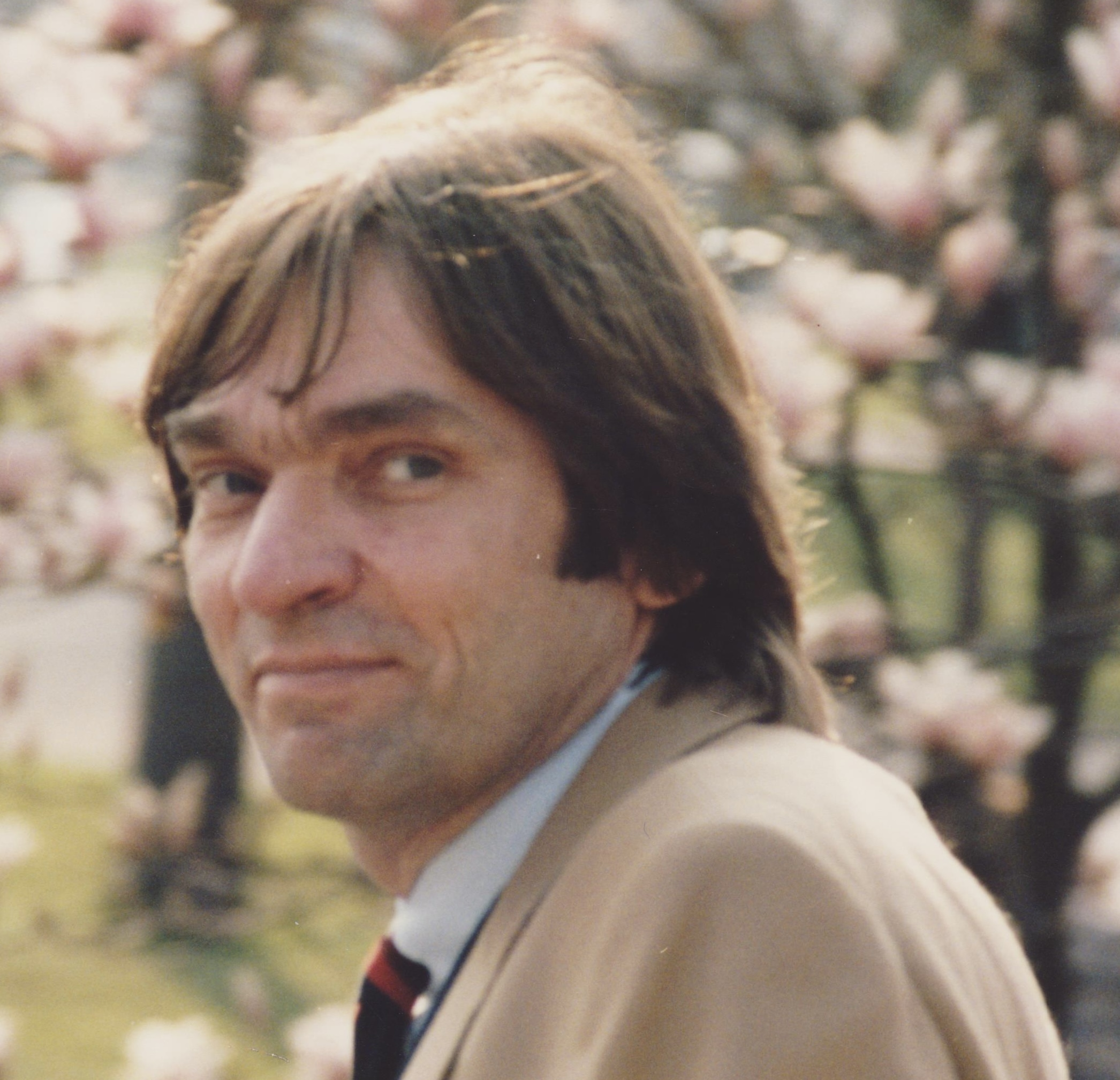
Horst Neugebauer (* 1939)

- Neugebauer, Hugo (* 1949), deutscher Metzgermeister, Präsident der Handwerkskammer für Unterfranken
- Neugebauer, Johannes-Wolfgang (1949–2002), österreichischer Archäologe
- Neugebauer, Jörg (* 1949), deutscher Autor
- Neugebauer, Jörg (* 1963), deutscher Physiker
- Neugebauer, Josef (1810–1895), österreichischer Figuren-, Bildnis- und Stilllebenmaler sowie Komponist
- Neugebauer, Karin (* 1955), deutsche Schwimmerin
- Neugebauer, Karl Anton (1886–1945), deutscher Klassischer Archäologe
- Neugebauer, Karl-Volker (* 1947), deutscher Offizier, Militärarchivar und -historiker
- Neugebauer, Klaus (1938–2023), deutscher Unternehmer
- Neugebauer, Laura (* 1995), deutsche Politikerin (Bündnis 90/Die Grünen), MdA
- Neugebauer, Leo (* 2000), deutscher ZehnkämpferLeo Neugebauer (* 2000)

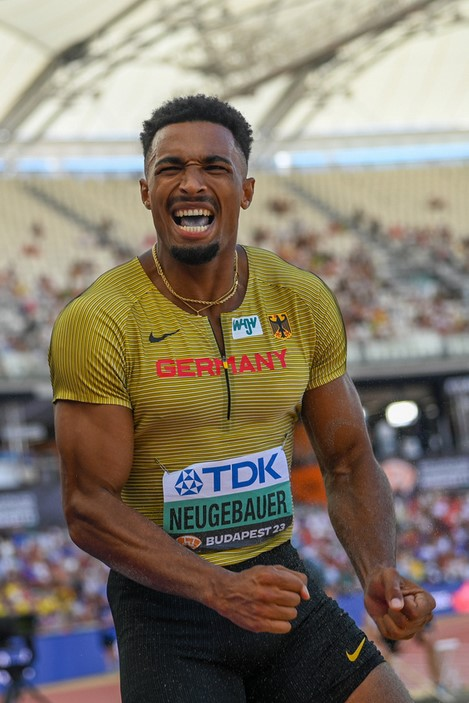
Leo Neugebauer (* 2000)

- Neugebauer, Lila (* 1985), US-amerikanische Theater- und Filmregisseurin, Autorin und künstlerische Leiterin
- Neugebauer, Lore (1928–1994), deutsche Politikerin (SPD)
- Neugebauer, Ludwig Adolf (1821–1890), polnischer Gynäkologe
- Neugebauer, Lutz (* 1959), deutscher Musiker und Musiktherapeut
- Neugebauer, Marcia (* 1932), US-amerikanische Geophysikerin
- Neugebauer, Mario, österreichischer Komponist, Produzent und bildender Künstler
- Neugebauer, Markus, österreichischer Sänger, Schauspieler, Hypnose-Coach, Trainer und Seminarleiter
- Neugebauer, Martin von (1670–1758), schwedischer Diplomat, Kanzler in Schwedisch-Pommern
- Neugebauer, Max (1900–1971), österreichischer Pädagoge, Volksbildner, und Politiker (SPÖ)
- Neugebauer, Max (* 1997), österreichischer Pokerspieler
- Neugebauer, Michael (* 1962), deutscher Zehnkämpfer
- Neugebauer, Norbert (1917–1992), jugoslawischer Filmregisseur und Szenarist
- Neugebauer, Otto (1899–1990), österreichisch-US-amerikanischer Mathematiker und Astronom
- Neugebauer, Paul (1848–1918), deutscher Pädagoge und Astronom
- Neugebauer, Paul Viktor (1878–1940), deutscher Astronom
- Neugebauer, Peter (1929–2020), deutscher Karikaturist und Autor
- Neugebauer, Rainer O. (* 1954), deutscher Pädagoge, Historiker und Sozialwissenschaftler
- Neugebauer, Randy (* 1949), amerikanischer Politiker der Republikaner
- Neugebauer, Reimund (* 1953), deutscher Ingenieur und HochschullehrerReimund Neugebauer (* 1953)
- Neugebauer, Stefan (* 1975), deutscher Koch

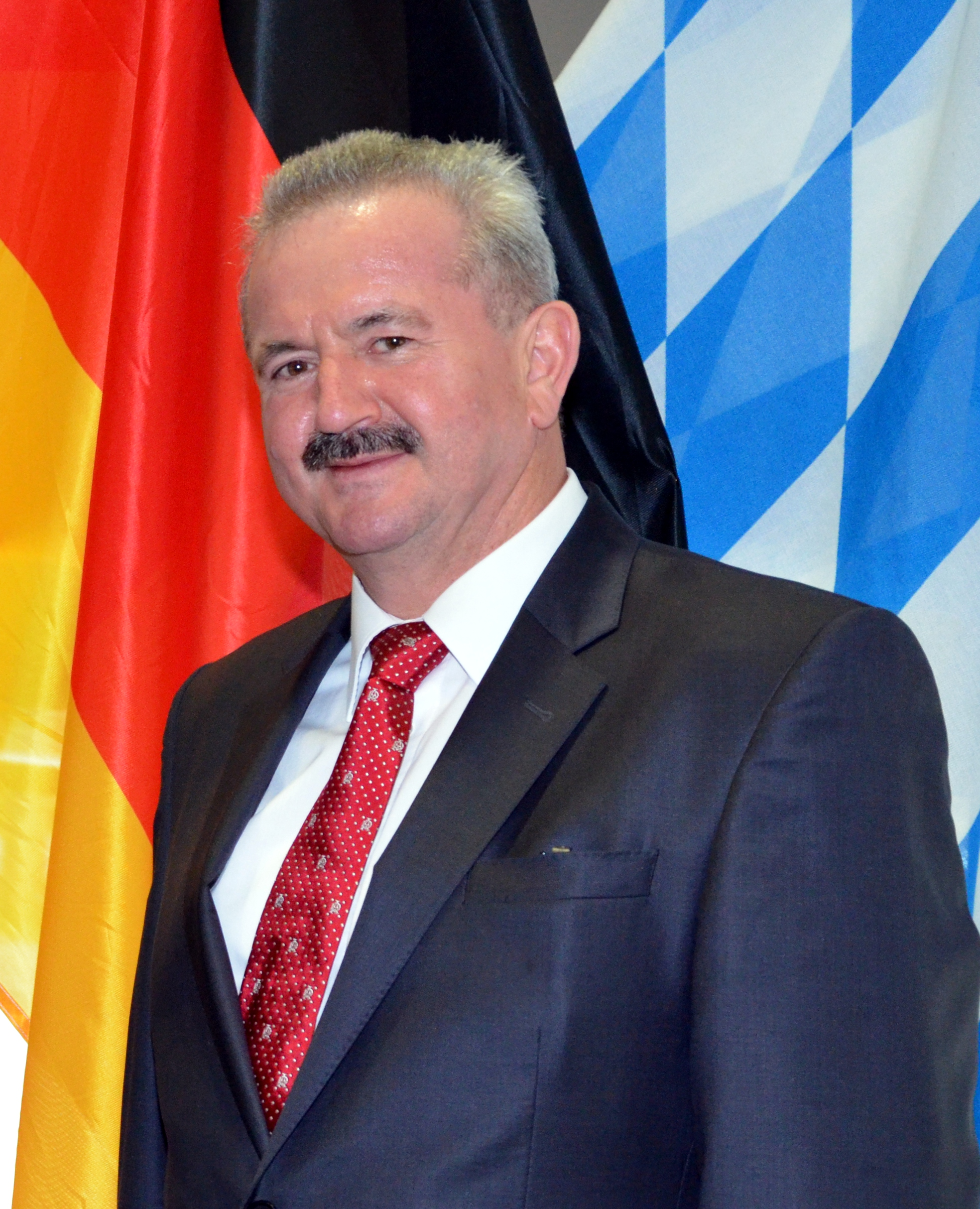
Reimund Neugebauer (* 1953)

- Neugebauer, Ursula (* 1960), deutsche Künstlerin
- Neugebauer, Veronika (1968–2009), deutsche Synchronsprecherin, Hörspielsprecherin und Schauspielerin
- Neugebauer, Vincent (* 2002), deutscher Basketballspieler
- Neugebauer, Walter (1921–1992), deutscher Comic- und Trickfilmzeichner und Cartoonist
- Neugebauer, Werner (1908–2002), deutscher Archäologe
- Neugebauer, Werner (1922–1990), deutscher Politiker (SED)
- Neugebauer, Werner (1927–1972), deutscher Politiker (SPD), MdA
- Neugebauer, Werner (* 1950), deutscher Gewerkschafter und Senator in Bayern (1992–1998)
- Neugebauer, Wilbert (1924–2015), deutscher Zoologe, Direktor der Staatlichen Anlagen und Gärten Stuttgart
- Neugebauer, Wilfried (1933–2023), deutscher Fachbuchautor (Wirtschaftslehre)
- Neugebauer, Wolfgang (1928–2020), deutscher Maler
- Neugebauer, Wolfgang (* 1944), österreichischer Geschichtswissenschaftler
- Neugebauer, Wolfgang (* 1953), deutscher Historiker
- Neugebauer, Wolfram (* 1967), deutscher Techno-DJ, Veranstalter und ApnoetaucherWolfram Neugebauer (* 1967)

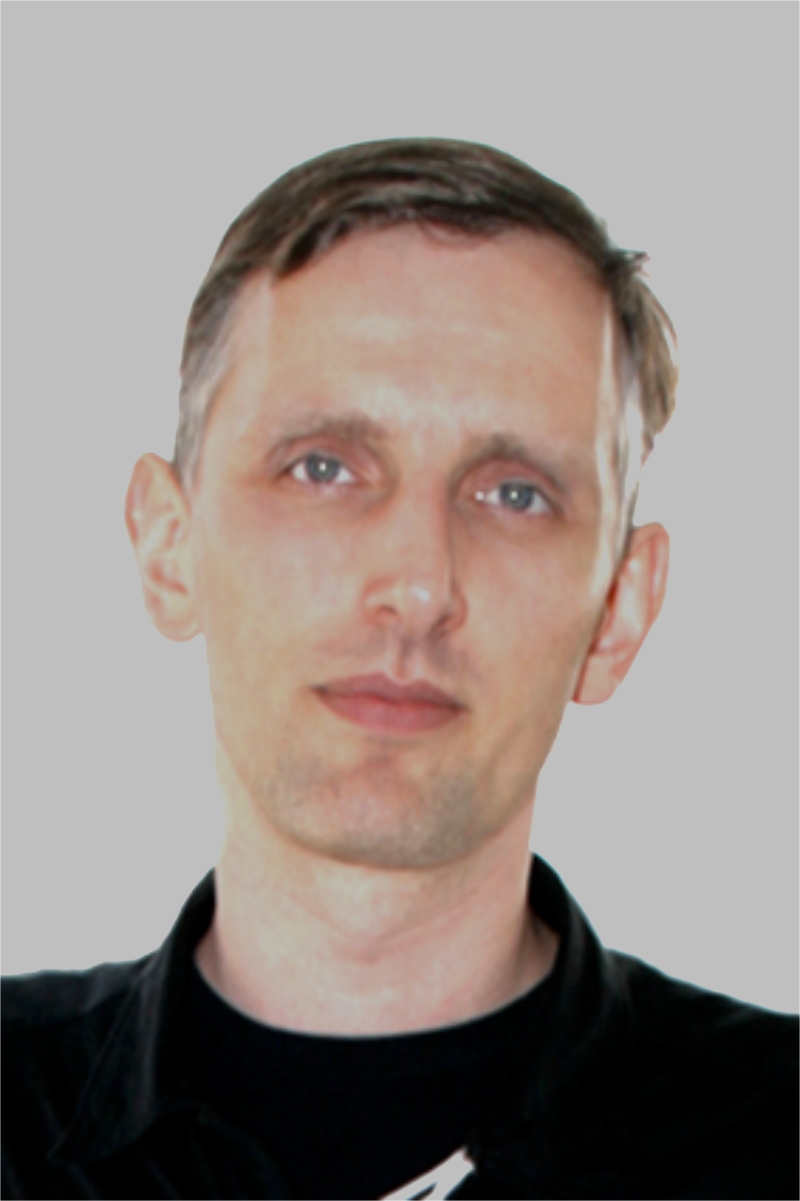
Wolfram Neugebauer (* 1967)

- Neugebauer-Iwanska, Marianne (1911–1997), österreichische Malerin
- Neugebauer-Maresch, Christine (* 1956), österreichische Prähistorikerin
- Neugebauer-Wölk, Monika (* 1946), deutsche Historikerin
- Neugeboren, Andreas (* 1959), deutscher Theaterschauspieler, Journalist und Fernsehmoderator
- Neugeboren, Daniel Georg (1759–1822), evangelischer Bischof in Siebenbürgen
- Neugeboren, Johann Ludwig (1806–1886), siebenbürgischer evangelischer Geistlicher und Naturforscher
- Neugeboren, Karl (1789–1861), siebenbürgischer Jurist und Historiker
- Neuger, Leonard (1947–2021), polnischer Slawist

### Neugi
- Neugirg, Norbert (* 1960), deutscher Kabarettist, Schauspieler, Musiker, Moderator, Kolumnist, Autor und Ghostwriter

### Neugr
- Neugröschel, Mendl (1903–1965), polnisch-österreichischer Schriftsteller

### Neugu
- Neugum, Joseph (1875–1955), russlanddeutscher römisch-katholischer Geistlicher und Märtyrer